# 멜 (영화)
멜은 줄리 해거티, 그렉 에비건 주연, 조이 트래볼타 감독의 1998년 영화이다.

## 출연

### 주연
- 줄리 하거티
- 그레그 에비건
- 잭 스칼리아

### 조연
- 버그 홀
- 조쉬 패덕
- 바네사 에비건
- 폴 샘슨
- 어네스트 보그나인
- 도일 맥커리